# Thunderbirds Are Go (serie de televisión)
Thunderbirds Are Go es una serie de televisión realizada por ITV Studios y Pukeko Pictures, producida utilizando una combinación de CGI y miniaturas realizadas por Weta Workshop. Es una adaptación de la serie original de los Thunderbirds, estrenada el 4 de abril de 2015.
El director de la serie es David Scott, mientras que el director de episodios es Theo Baynton. Está escrito por Rob Hoegee, con la producción ejecutiva de Estelle Hughes, Giles Ridge, Richard Taylor y Andrew Smith. La música está compuesta por Ben y Nick Foster. El editor es Anthony Cox. En lugar de títeres, como en la serie de 1964, todo el espectáculo utiliza una mezcla de CGI para los personajes y vehículos, y modelos reales para los sets, dando a los personajes y a los Thunderbirds un aspecto renovado, incluyendo a la Isla Tracy, conservando los aspectos notables de la serie original. El estreno reveló un nuevo Thunderbird; el Thunderbird Sombra (Thunderbird "S") pilotado por Kayo.
La primera temporada constará de 26 episodios. El 18 de diciembre de 2014, se anunció que el show había sido confirmado para una segunda temporada de 26 episodios que se transmitirán durante 2016 y 2017.Se renovó para una tercera temporada, que se estrenó el 31 de marzo de 2018 hasta el 22 de febrero de 2020.

## Historia
Ambientado en el año 2060, Thunderbirds Are Go sigue las hazañas de los hermanos Tracy; Scott, John, Virgil, Gordon y Alan, los hijos de exastronauta Jeff Tracy que forman Rescate Internacional (IR por sus siglas en inglés), una organización secreta dedicada a salvar vidas humanas. Son ayudados en sus misiones por los vehículos tecnológicamente avanzados que se utilizan para los rescates de tierra, mar, aire y espacio, que son llamados al servicio cuando las técnicas de rescate convencionales resultan ineficaces. Los más importantes de estos son cinco máquinas nombrados los Thunderbirds, pilotados por cada uno de los cinco hermanos Tracy:
- Thunderbird 1 - Avión cohete de Primera Respuesta, pilotado por el encargado de Primera Respuesta Scott Tracy
- Thunderbird 2 - Transporte de Equipo Auxiliar, pilotado por el experto en demolición, levantar objetos pesados y Logística Virgil Tracy
- Thunderbird 3 - Cohete Espacial de Rescate, pilotada por el astronauta Alan Tracy
- Thunderbird 4 - Minisubmarino de Búsqueda y Rescate Submarino, pilotado por acuanauta Gordon Tracy
- Thunderbird 5 - Satélite central de Comunicaciones y Logística, tripulada por el Comandante Espacial encargado de Comunicación y Despachador John Tracy

Con la ayuda del ingeniero Brains, su asistente robot MAX, la Abuela de los hermanos y la jefa de Seguridad Tanusha "Kayo" Kyrano (también piloto del Thunderbird Sombra, un Jet invisible utilizado para operaciones encubiertas), la familia Tracy residen en Isla Tracy, su base oculta en el Océano Pacífico Sur, desde donde operan.
El principal adversario de Rescate Internacional es Hood, un señor del crimen empeñado en causar destrucción global y la búsqueda de control de IR y los Thunderbirds. En secreto, tío de Kayo Kyrano, el capó también es responsable de la supuesta muerte de Jeff Tracy después de que su nave se estrelló. Por lo tanto, Jeff no aparece en la serie. Esto deja el hermano mayor, Scott, como el líder del equipo.
La organización también solicita la ayuda de la aristócrata Inglesa Lady Penelope Creighton-Ward con su chofer Aloysius Parker como su agente de campo en Londres; llamados a misiones cuando se requiere una investigación criminal. El principal medio de transporte de Penélope y Parker es el FAB 1, una limusina de seis ruedas equipado con aparatos y armamento para misiones de espionaje.

## Reparto

### Principal
- Rasmus Hardiker como Scott Tracy piloto del Thunderbird 1 y líder de equipo.
- David Menkin como Virgil Tracy piloto del Thunderbird 2.
- Rasmus Hardiker como Alan Tracy astonauta del Thunderbird 3.
- David Menkin como Gordon Tracy acuanauta del Thunderbird 4.
- Thomas Brodie-Sangster como John Tracy operador del Thunderbird 5.
- Angel Coulby como Tanusha "Kayo" Kyrano líer de seguridad y operaciones encubiertas Thunderbird S.
- Kayvan Novak como Brains ingeniero, científico e inventor.
- Rosamund Pike como Lady Penelope Creighton-Ward agente en Londres.
- David Graham como Aloysius Parker conductor de FAB 1.

### Recurrente
- Sandra Dickinson como Abuela Tracy.
- Andres Williams como The Hood.
- Adjoa Andoh como Coronel Casey.
- Teresa Gallagher como voces adicionales.
- Peter Dyneley como voz de la cuenta regresiva (audio de archivo).

### Estrellas invitadas
- Sylvia Anderson como la Tía abuela Sylvia.[12]
- Reggie Yates como el guardia de seguridad Ellis.

## Diferéncias con la serie original
La mayoría de los personajes principales de la serie de 1960s han regresado, incluyendo los cinco hermanos Tracy (Scott, John, Virgil, Gordon y Alan), Brains, Lady Penélope y Parker, la abuela Tracy, y Hood, así como nuevas adiciones a la franquicia con Tanusha "Kayo" Kyrano (nuevo nombre para el personaje de la serie original Tin Tin) y un personaje femenino llamado coronel Casey (el amigo de Jeff, coronel Tim Casey aparece en el episodio de la serie original "Al Borde del Desastre"). Sin embargo, el padre de Tin-tín/Tanusha, Sr. Kyrano está ausente de este elenco, sin más explicaciones. Jeff, el padre de los hermanos Tracy, sólo se menciona por su nombre y por referencias de los demás, revelándose que está ausente desde un accidente de avión que se sospecha fue planeado por Hood; su estado real aún no se ha revelado. El fallecido Peter Dyneley, actor de voz de Jeff en la serie original, se escucha en la introducción del programa, se volvió a utilizar su cuenta regresiva de apertura en la serie original. El elenco principal incluye Rosamund Pike, Thomas Brodie-Sangster, Rasmus Hardiker, David Menkin, Andrés Williams, Kayvan Novak, Ángel Coulby y David Graham, Graham vuelve a repetir su papel original como Aloysius Parker, el chófer de Penélope.
Diferéncias notables:
- Dado al hecho de que los personajes son animados, no tienen las limitaciones físicas de los títeres originales. Los personajes son, evidentemente, capaces de ser mostrados caminando y en actividades similares con gran facilidad. Incluyendo caminar, correr, trepar, saltar y gimnasia.
- Los personajes de Kyrano y Jeff Tracy ya no están en la serie, con Jeff desaparecido y dado por muerto y el papel de Kyrano como amo de llaves que ha sido asumido en su totalidad por la abuela Tracy, aunque ambos han sido mencionados en la serie.
- El personaje de la serie original Tin-Tin Kyrano ha cambiado su nombre a Tanusha "Kayo" Kyrano, debido a problemas de derechos de autor con el popular personaje Tintín de Las aventuras de Tintín de Hergé. Además de pilotar el Thunderbird S, un nuevo vehículo IR, Tanusha es jefa de seguridad de Rescate Internacional y también muestra el aptitudes de combate al tratar con Hood en el episodio "Cometa", donde ella parece experta en Judo.
- John Tracy y Gordon Tracy han cambiado sus colores de cabello. John tenía el cabello rubio en la serie original y ahora es pelirrojo; Gordon era pelirrojo y ahora es rubio. Lo mismo ocurre con el color de cabello Scott y Virgil. Scott tiene el cabello castaño y Virgil ahora tiene el cabello negro, en la serie original era al revés.
- Los trajes usados por los cinco hermanos Tracy están adaptados especialmente para cada hermano; por ejemplo, el traje de Gordon Tracy tiene un respirador integrado ya que es un acuanauta.
- Los hermanos Tracy ya no llevan armas y no hay muerte o violencia representada (especialmente de armas), debido a un mayor nivel de restricciones en la programación infantil, y a que el show es considerado por su equipo de producción basado en salvar vidas y no quitarlas. El Thunderbird 4, sin embargo, todavía está armado con misiles para despejar obstáculos sumergidos.
- El personaje de Lady Penélope Creighton-Ward ahora tiene un perro llamado Sherbet, que no aparecía en la serie original.
- A diferencia de la serie original, donde se utilizó energía nuclear para alimentar todo, desde los vehículos, como el avión comercial "Cometa" y los Thunderbirds, a los electrodomésticos de la cocina. La nueva serie muestra que en su visión del futuro, la energía nuclear está clasificada como peligrosa e ilegal, las minas de uranio fueron cerradas varios años antes del comienzo de la serie; todavía hay, sin embargo, las minas nucleares errantes rodean la órbita de la Tierra, y las minas en asteroides todavía hacen uso de los "petardos" nucleares en las operaciones mineras.
- El tartamudeo de Brains es menos marcado que en la serie original. Él también tiene una tez más oscura y habla con un acento indu. Tiene un robot llamado Max.
- Lady Penélope aparece como un personaje más joven, menos maduro con un tono de voz normal, en lugar del lento acento Inglés del personaje original.
- Hood ya no tiene poderes psíquicos y ya no vive en un templo en la jungla. Su vestuario también ha cambiado a un traje, aunque todavía usa disfraces en toda la serie. Su centro de operaciones es una gran fortaleza voladora vista por primera vez en el clímax de "Anillo de Fuego (Parte 2)".
- Hay un sexto Thunderbird, el Thunderbird Sombra, cuyo piloto es Tanusha Kyrano. Esto marca el primer piloto Thunderbird femenina en la historia de la franquicia, así como el primer piloto de Thunderbird ajeno a la familia Tracy inmediata. El Thunderbird S ha sido especialmente creado por el diseñador de mecha japonés y director de anime Shoji Kawamori, que considera a diversos programas de Gerry Anderson como influencias en su carrera.
- En "Anillo de Fuego (Parte 1)" Virgil declara que el año es 2060. La serie original fue recreada en 2065. Esto significa que en lugar de ser 100 años en el futuro, como la serie original, Thunderbirds Are Go sólo está a 45 años en el futuro a partir de la fecha de producción. También es significativo que en esta ocasión es el año 2040, cuando un conflicto global se decía que había tenido lugar. Los restos de la guerra ("Carrera Espacial") y las ramificaciones de la misma ("Corte Transversal") han impactado el mundo de 2060.
- Los Thunderbirds 1, 2 y 3 pueden ser controlados a distancia por Scott, Virgil y Alan utilizando controladores en sus brazos.
- Los tres contrafuertes que sobresalen en el Thunderbird 3 ahora se pliegan conformando brazos de agarre, que se pueden utilizar para agarrar cosas en el espacio, disparar líneas de agarre para recoger desechos, y atracar con el Thunderbird 5.
- El Thunderbird 5 ahora genera gravedad a través de rotación, la fuerza gravitacional es controlada por la velocidad con la que gira el carrusel; también incluye una cápsula con un "ascensor espacial", lo que permite a John viajar de ida y vuelta entre la Tierra y el Thunderbird 5 por su cuenta en lugar de ser completamente dependiente del Thunderbird 3 para volver a la superficie.
- A diferencia de la serie original, Tanusha Kyrano sabe de su parentesco familiar con Hood, cosa que únicamente sabe la abuela Tracy y el desaparecido Jeff, aunque al final de la primera temporada se ve obligada a revelárselo a todos.
- El nombre Hood si se menciona, y Rescate Internacional sabe de su existencia, a diferencia de la serie original donde ignaraban su existencia y nunca se mencionó su nombre.
- El Thunderbird 5 cuenta desde el episodio 8 con una IA llamada EOS que asiste y acompaña a John.